# Ian Cox
Ian Gary Cox (Croydon, 25 de março de 1971) é um ex-futebolista trinitário nascido na Inglaterra. Atuava como zagueiro, chegando a jogar ainda como volante ou lateral.

## Carreira
Cox, revelado nas categorias de base do Carshalton Athletic, fez sua estreia profissional em 1994, no Crystal Palace, que o contratara por 40 mil libras. Tendo atuado apenas quinze vezes pelas "Águias" (duas como titular), foi liberado para assinar livremente com o Bournemouth em 1996, se destacando pelos gols marcados nos quatro anos em que esteve nos Cherries (16 em 173 partidas). O desempenho fez com que o Burnley pagasse 500 mil libras para contar com os serviços do zagueiro, que jogou 115 partidas e marcou cinco gols com a camisa dos Clarets.
Em 2003, chegou ao Gillingham numa transferência sem custos; nas cinco temporadas em que esteve no time, marcou seis gols em 154 partidas. Ao final de seu contrato com o Gillingham, Cox assinou com o Maidstone United, time da Isthmian League (divisão superior), onde atuaria em 21 jogos e marcou dois gols. Porém, como o Maidstone tinha estatuto de clube amador, Cox trabalhava também como funcionário de uma penintenciária, e isso impediu que o zagueiro tivesse uma sequência maior de jogos. Em abril de 2009, fez mais quatro partidas antes de encerrar sua carreira, aos 38 anos.
Retornou aos gramados em 2013 para jogar no Whitstable Town, onde reencontrou o treinador Nicky Southall, com quem atuara no Gillingham. O zagueiro encerrou definitivamente a carreira de jogador em 2015, aos 44 anos.

## Seleção
Embora fosse inglês de nascimento, Cox optou em defender a Seleção de Trinidad e Tobago, uma vez que por estar longe da elite do futebol inglês, suas chances de defender a Seleção da "velha Albion" eram nulas. Sua estreia nos "Soca Warriors" deu-se em 2000, num jogo contra o México.
A primeira tentativa de Cox em disputar uma Copa do Mundo não foi bem-sucedida: nas eliminatórias para a Copa de 2002, Trinidad e Tobago obteve apenas uma vitória, dois empates e sete derrotas na fase final. Isso fez com que ele decidisse abandonar a seleção, mas reviu a decisão com a chegada do holandês Leo Beenhakker, que classificou os Soca Warriors para a Copa de 2006, graças à vitória na repescagem frente ao Bahrein.
Convocado como lateral-direito, não teve chance de entrar em campo nos três jogos de Trinidad, que caiu na primeira fase com um ponto ganho, obtido frente à tradicional Suécia. Pela Seleção Trinitária, foram 16 jogos e nenhum gol marcado.